# جزيرة الشباب
جزيرة الشباب (بالألمانية: Insel der Jugend) حتى عام 1949 جزيرة الدير، هي جزيرة في برلين على نهر شبريه في منطقة تريبتو كوبينيك "Bezirk Treptow-Köpenick " وتنتمي إلى منطقة ألت تريبتو "Alt-Treptow". تقع بين منتزه تريبتور «حديقة تريبتور» وغابة بلانترفالد "Plänterwald" مقابل شبه جزيرة Stralau .

## التاريخ حتى عام 1945 (الصناعة وفن الضيافة)
في عام 1860، استحوذ إميل هاينيكي "Emil Heinicke "، وهو مواطن من ريكسدورف "Rixdorfer"، على الجزيرة المهجورة سابقًا، جزيرة روهر "die Rohr-Insel"، من المدينة. ويشار إليها على الخرائط القديمة باسم تريبروخ "Treppbruch " أو استراحة تريبتور بروخ "Treptower Bruch". في ذلك الوقت لم تكن أكثر من ارتفاع صغير«هضبة» مغطى بأسرة من القصب. بمساعدة من نفايات الشوارع والأتربة، تم تدريجياً إنشاء مساحة حوالي 1.8 هكتار. مات هاينكي "Heinicke" في رحلة على متن قارب إبحار في بحيرة موغل Müggelsee . تملك صهره على الجزيرة وبدأ في تربية الأرانب. لكنه لم ينجح أيضًا، لذلك توالى الملاك على الجزيرة عدة مرات في السنوات التالية. ومن بين هؤلاء كان صاحب مطعم des Zenner ، الذي بنى جدار داعم حول الجزيرة كحصن.
في عام 1896 تم تضمين الجزيرة إلى معرض برلين التجاري في حديقة تريبتور، وتظهر على خرائط في هذه الفترة باسم Neu-Spreeland . سميت فيما بعد بجزيرة كنيسة الدير Abteiinsel ، سميت باسم المطعم الذي تم بناؤه هناك عام 1896 بمناسبة المعرض التجاري على طراز دير اسكتلندي (كنيسة الدير) وأحترق في عام 1914. في ذلك الوقت كان الوصول إلى الجزيرة عن طريق العبارة. في عام 1904، كانت هناك خطط أولية لفتح الجزيرة بمساعدة جسر. ومع ذلك، خلق هذا مقاومة كبيرة بين أصحاب المطاعم في تريبتور "Treptow"، الذين كانوا يخشون من المنافسة. سكان شترالاو "Stralau" قاوموا أيضًا بناء الجسر، لأنه من وجهة نظرهم، كانت الجزيرة تابعة لـ شترالاو "Stralau. ولذلك ينبغي دفع الدخل من الضريبة التجارية لأعمال المطاعم لهم.
الخلاف بين تريبتو "Treptow " وشترالاو "Stralau" حسمه أخيرا نويكولن "Neukölln"، الذي تملك الجزيرة في عام 1913 بنصف مليون مارك (مايعادل من المال اليوم: حوالي 2.714.000 يورو). الآن لم يعد هناك شيء يقف في طريق بناء أول جسر مركب فولاذي في ألمانيا، جسر كنيسة الدير "Abteibrücke". مع دمج تريبتو "Treptow" ونويكولن "Neukölln " في برلين الكبرى، التي تم إنشاؤها في عام 1920، انتهت منافسة المجتمعات المستقلة السابقة على الجزيرة.

## التاريخ من عام 1945 كموقع ثقافي «تراثي»
في عام 1949 حصلت الجزيرة على الاسم الرسمي Insel der Jugend .

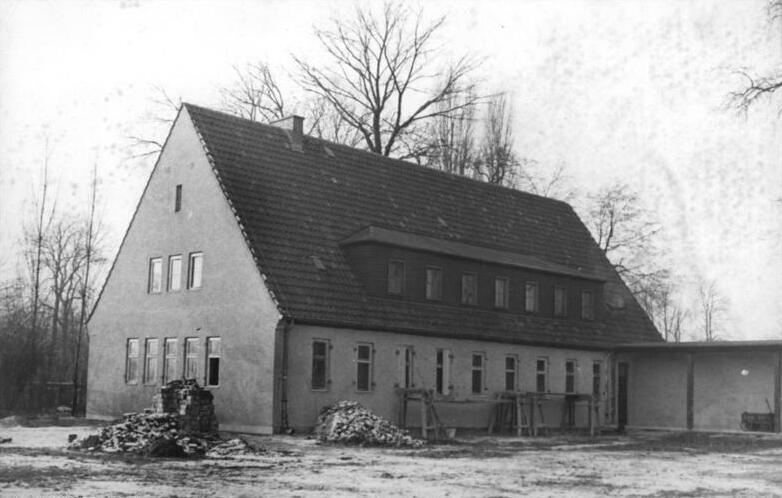
بيت الشباب الذي بني في عام 1950

في خمسينيات القرن العشرين، أبقى مجلس بلدية برلين الشرقية مأوى الفتيات الذي تم بناؤه على الجزيرة. في السبعينيات، وعلى الضفة اليمنى للجزيرة كانت هناك سفينة قطر، حيث كانت تقام الحفلات الراقصة بانتظام. في الصيف وعلى الجزيرة كانت تقام الحفلات الموسيقية. منذ عام 1984 يوجد مقر نادي الشباب Jugendclub INSEL في المنزل الموجود في نهاية الجسر على الجزيرة . كانت الأحداث والحفلات دائمًا حاضرة بشكل جيد، والجدران المطلية باللون الأسود، والضوء الأسود والتأثيرات الضوءية تنشر وتعطي شعور الديسكو.

## بعد التحول
في أبريل 2010 تولت جمعية "der Verein Kulturalarm e. V. " تشغيل نادي الشباب. وقد أعيد تصميم الجزء الداخلي «الأرضيات» - بـ رقائق الخشب المضغوظ «تصفيح» - وأرضيات خشبية «أرضية خشب» والجدران تم طلائها باللون الأبيض الساطع. ينظم مدير النادي بانتظام الأحداث الثقافية في الجزيرة، بما في ذلك الحفلات الموسيقية الاحتفالات والعروض المسرحية وحفلات الأطفال وأمسيات السينما. تم الحفاظ على مهجع الفتيات ولا يزال يستخدم. يوفر مساحة لعشر فتيات وغرف للرضع والأطفال الصغار. ومع ذلك، أدى الجوارالمباشر لنادي الشباب إلى الإمتثل لظروف معينة مثل مستويات الضوضاء (لا يزيد عن 75   ديسيبل)، والتي يتم فحصها باستمرار باستخدام جهاز قياس.

## الأدب
- Hier können Familien Kaffee kochen: Treptow im Wandel der Geschichte (ط. 1.). Berlin: be.bra. 1996. ص. 184. ISBN:3-930863-14-6.

## الروابط
- Website inselberlin.de